# Houngomey
Houngomey est un arrondissement du département du Zou au Bénin.

## Géographie
Houngomey est une division administrative sous la juridiction de la commune de Matéri,.

## Population
Selon le Recensement Générale de la Population et de l'Habitation(RGPH4) de Institut National de Statistique et de l'Analyse Économique(INSAE) au Bénin de 2013 la population de Houngomey corresponds à:
| Indicateur           | 2013 |
| -------------------- | ---- |
| Nombre de ménages    | 1942 |
| Population féminine  | 4693 |
| Population masculine | 4017 |
| Population totale    | 8710 |